# Instrumentelle Analytik

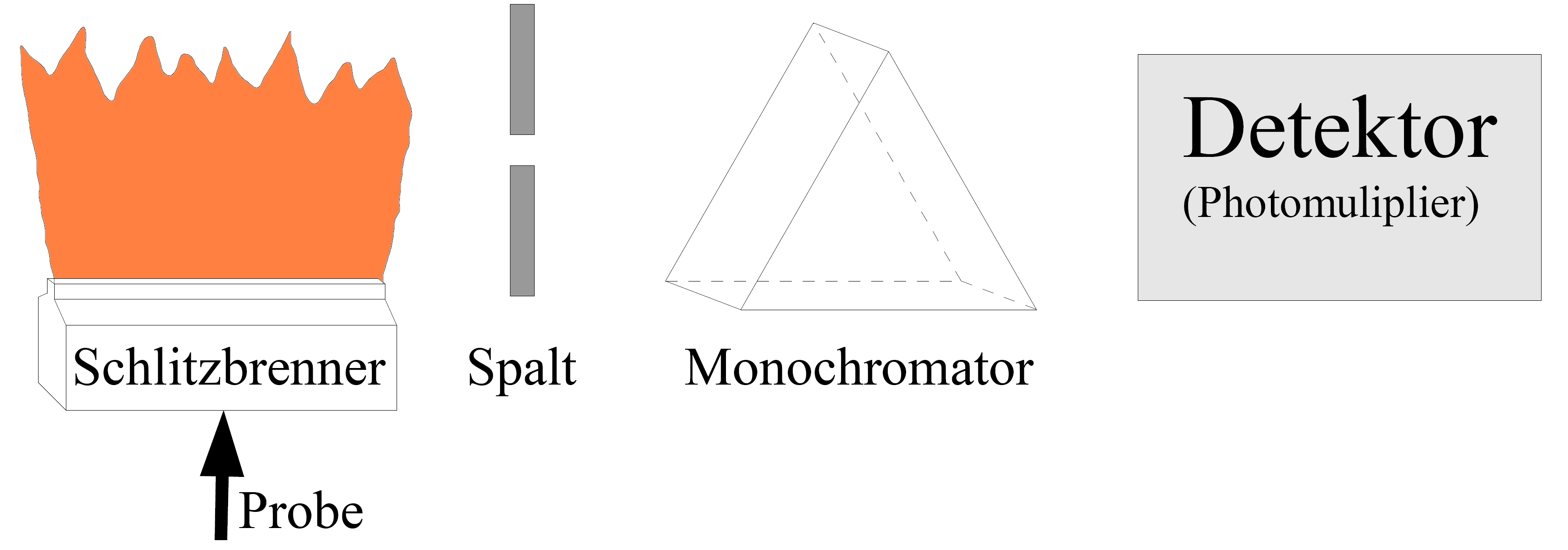
Prinzip einer instrumentellen Analysemethode: die Flammenphotometrie (AES)

Die Instrumentelle Analytik (IA) ist der Bereich der Analytischen Chemie, der die Analyse und Identifikation von unbekannten Stoffen („Probe“) oder deren molekularen Strukturen mittels moderner Analysegeräte vornimmt. Hierzu wird eine Probe in der Regel vorbereitet (z. B. durch Extrahieren und Eluieren), in das Gerät gegeben und bestrahlt oder zerlegt, um in einem Detektor bestimmte Messwerte zu erfassen. Diese lassen auf die Art, Konzentration oder Menge der unbekannten Substanz schließen – oft bis in Bereiche winziger Mengen hinein.

## Entwicklung und Merkmale

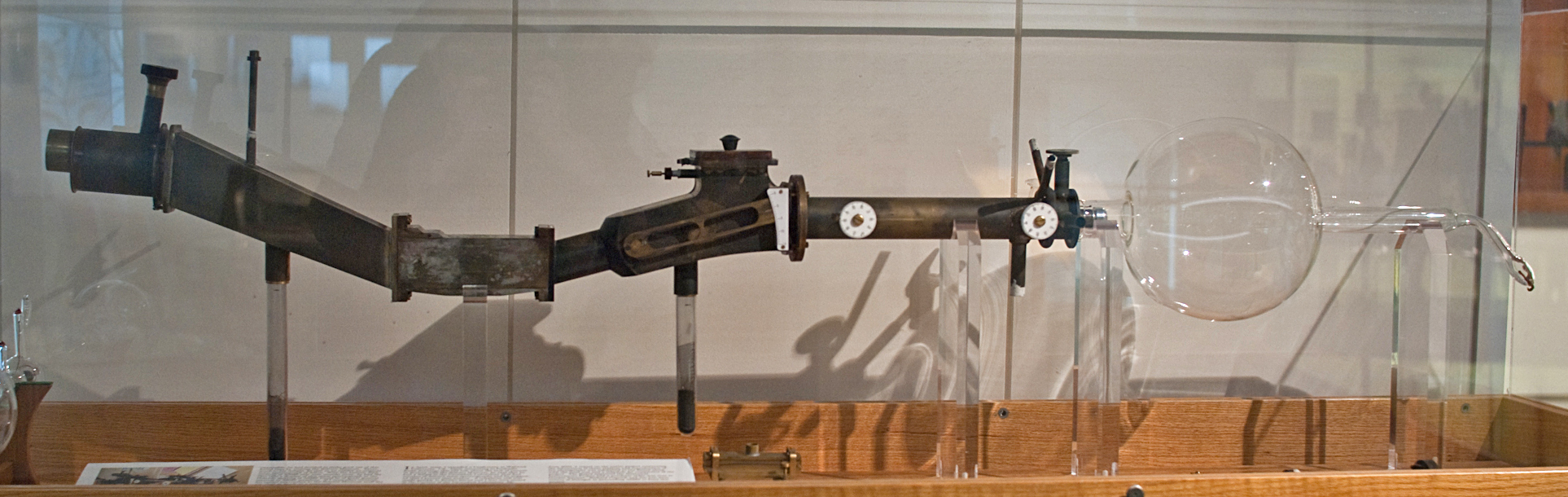
Nachbau des dritten Massenspektrometers von J. J. Thomson, der diese Methode in den Jahren 1897–1913 entdeckte und entwickelte

Die instrumentelle Analytik beruht auf hochpräzisen Messprinzipien, die in den letzten 40 Jahren neu entwickelt worden sind, um explosionsartig gestiegenen Anforderungen aus Forschung, Umweltanalytik und Produktkontrolle entgegentreten zu können. Auch das Handling der Geräte (Labortechnik) wurde in diesem Zeitraum weiterentwickelt. Im Vergleich zu klassisch-nasschemischen Methoden sind es Merkmale instrumenteller Analyseverfahren, dass die Messungen mit Hilfe hochmoderner Analysegeräte schnell, preiswert, richtig, präzise, trennscharf und mit kleinsten Mengen durchgeführt werden können. Viele Stoffe (Prüfsubstanzen) sind so bis in den für Laien kaum vorstellbaren Bereich von wenigen Pikogramm hinein messbar geworden.
Zu einer genauen Beschreibung der jeweiligen instrumentellen Analysemethode (zum Beispiel bei der Untersuchung eines Fertiggerichtes auf ein Schädlingsbekämpfungsmittel im Gemüse) gehören neben der Prüfeinrichtung (das Labor) und dem Prüfsystem (hier: das Fertiggericht) die Angabe des Prüfgerätes (z. B. Gaschromatograph, GC), der Prüfsubstanz (das Pestizid) und der Probe (Marke des Fertiggerichtes „Zigeunerschnitzel mit Kartoffelpüree“, Herstellung des Extraktes aus z. B. 10 g Paprika mit Hilfe eines bestimmten Extraktionsmittels wie z. B. 50 ml Dichlormethan).
Die Qualität einer Analysemethode wird beschrieben, indem neben der Dokumentation der Probenvorbereitung (z. B. durch Elution oder Extraktion) auch die einer Methodenvalidierung erfolgt, also der Nachweis und die Dokumentation der Zuverlässigkeit einer Analysemethode. Hierzu wird die Richtigkeit, die Genauigkeit und die Präzision der Methode untersucht und im Falle der Genauigkeit mit Hilfe der Gauß-Funktion auch berechnet (z. B. bei der Messwertwiedergabe in „Peak“-Form). Die Kalibrierung stellt einen Zusammenhang zwischen Messgröße und Analyseergebnis her, die Zuverlässigkeit des Ergebnisses wird über den arithmetischen Mittelwert („Durchschnitt“), die Standardabweichung und die Wiederfindungsrate beschrieben.

## Einteilung
Unter den Oberbegriff instrumentelle Analytik fallen vier Gruppen von Verfahrensweisen: optische, spektroskopische, chromatographische und elektroanalytische Methoden.

### Optische Analysemethoden
→Einführender Artikel: Optik

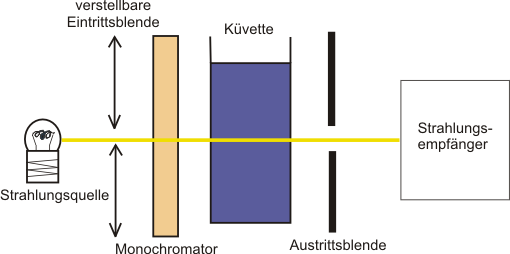
Fotometrische Messung an einer Flüssigkeits-Küvette

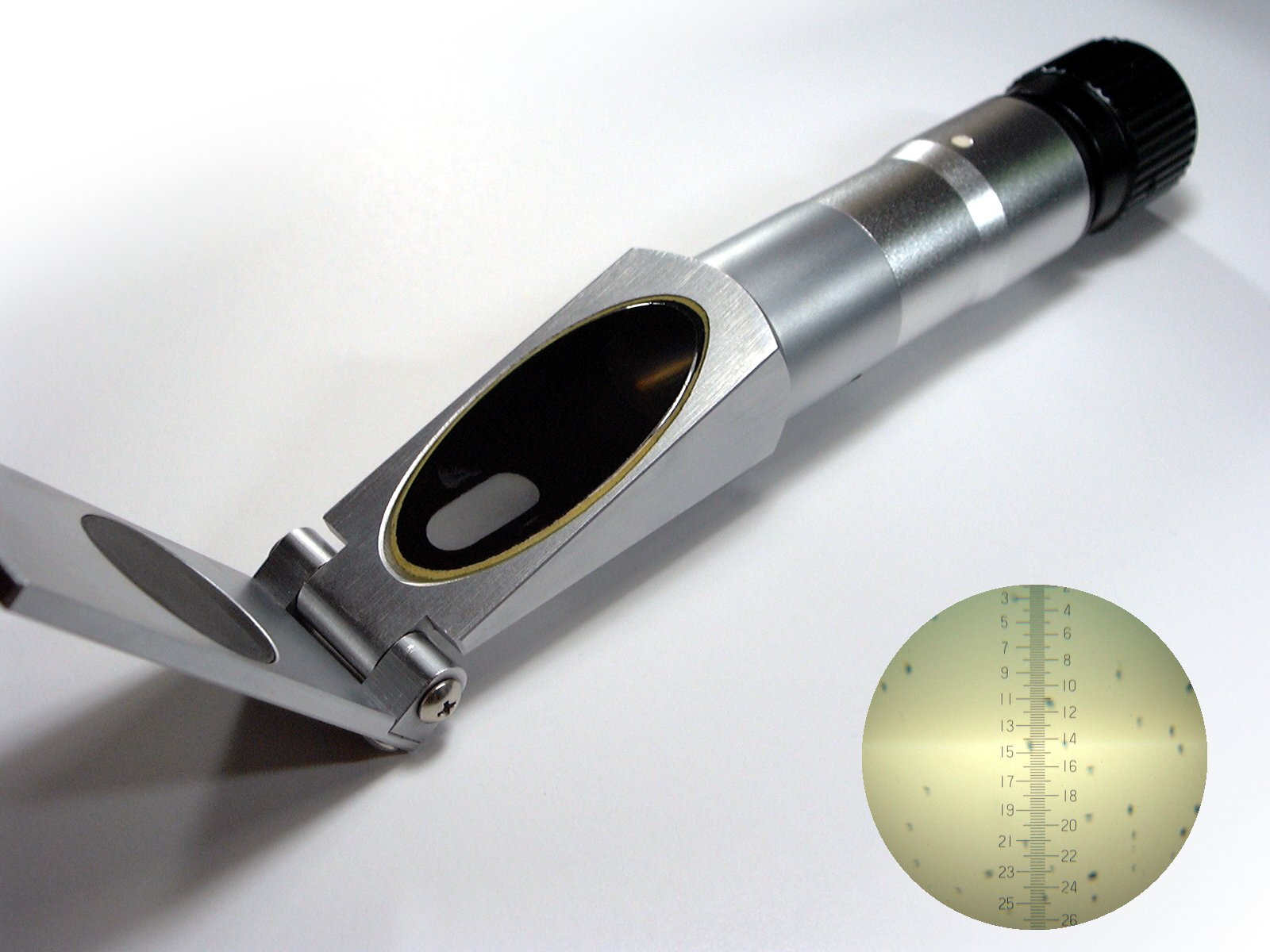
Refraktometer

Optische Methoden und Geräte sind solche, bei denen die Probe mit Licht bzw. lichtähnlicher elektromagnetischer Strahlung beleuchtet wird. Ein Teil dieser Strahlung wird dabei gebeugt oder in einem bestimmten Winkel reflektiert. Dieser kann dann in einem Refraktometer gemessen werden (Abb. links).
Zu diesen Methoden gehören neben der Refraktometrie (Messung des Brechungsindex) auch die Polarimetrie (Messung der optischen Aktivität/des Drehwertes) und die Fotometrie (Messung der Lichtabsorption in Form der Extinktion oder Transmission bei einer bestimmten Wellenlänge).
Die Polarimetrie z. B. ist eine Methode, bei der eine Probelösung mit linear polarisiertem Licht einer bestimmten Wellenlänge durchleuchtet wird. Bestimmte Substanzen haben die Fähigkeit, die Schwingungsebene des linear polarisierten Lichtes zu drehen (spezifische Drehung, optische Aktivität). Diese spezifische Drehung wird in der Pharmazie und Chemie oft zur Identifizierung und Reinheitskontrolle von chiralen Stoffen eingesetzt. Besondere Bedeutung besitzt die Angabe der spezifische Drehung für Naturstoffe, wie beispielsweise Aminosäuren, Terpene und Zucker, da die Mehrzahl dieser Stoffe optisch aktiv ist.

### Spektroskopische Methoden

Das elektromagnetische Spektrum (EM-Spektrum)

Licht als Teil des EM-Spektrums: Spektroskopische Methoden arbeiten im UV-, IR- und im sichtbaren Bereich (VIS)

Bei spektroskopischen Methoden und Geräten tritt die Probe in Wechselwirkung mit elektromagnetischer Strahlung (Absorption und Emission). Die verschiedenen instrumentellen Analyseverfahren der Spektroskopie werden unterteilt nach:
1. dem Wellenlängenbereich der eingesetzten Strahlung (z. B. Röntgen-, UV-, VIS- und IR-Spektroskopie, vgl. Abbildung),
2. der Energieform (z. B. kernmagnetische Resonanz / NMR, Elektronenspin- oder Schwingungs-Spektroskopie),
3. der Untersuchungstechnik (Absorptions- oder Emissionsspektroskopie, z. B. AAS/AES).

Die Atomspektroskopie im Atomabsorptionsspektrometer (Abkürzung: AAS) ist allgemein eine Messung der Wellenzahl, Wellenlänge oder Frequenz absorbierter Strahlung zur Bestimmung atomarer Energieniveaus, die Atomemissionsspektroskopie im Atomemissionsspektrometer/Flammenphotometer (AES) misst abgestrahlte Energie, die IR-Spektroskopie (im Infrarotspektrometer IR) und die UV/VIS-Spektroskopie (im UV/VIS-Spektrometer) messen im infraroten, sichtbaren und ultravioletten Bereich des elektromagnetischen Spektrums.
Eine Fluoreszenzspektroskopie misst das von einer fluoreszierenden Probe abgestrahlte Licht im Fluoreszenzspektrometer, während bei einer Röntgenfluoreszenzanalyse (RFA) Röntgenstrahlung zum Einsatz kommt. Die Kernspinresonanz (NMR) wird im Kernresonanzspektrometer gemessen, die Elektronenspinresonanz im Elektronenspinresonanzspektrometer (ESR oder EPR).
Das Massenspektrometer (MS) hingegen ist ein Gerät, das nicht spektroskopisch arbeitet (keine Verwendung elektromagnetischer Strahlung), sondern die Moleküle der Probesubstanz in Fragmente zerlegt, die dann von einem Magnetfeld erfasst und rechnerisch nach Massenzahlen sortiert werden.

### Chromatographische Methoden

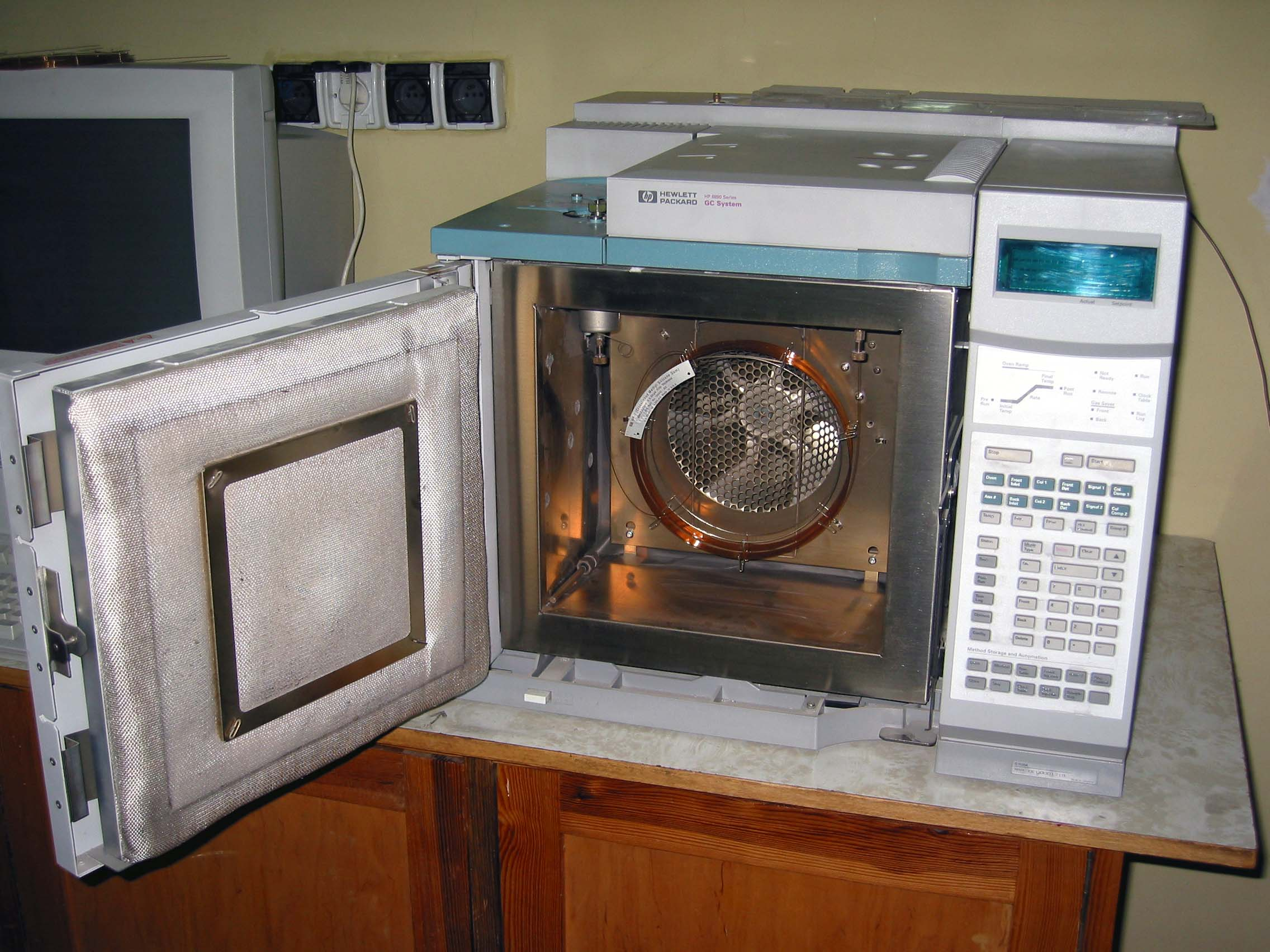
Gaschromatograph (GC-Gerät)

Chromatografische Verfahren im Vergleich mit Fließgeschwindigkeits-Bestimmungen

Chromatographische Methoden und Geräte verfolgen das Ziel, die Probe (ein Stoffgemisch) unter bestimmten Bedingungen in eine Bewegung zu versetzen, so dass die Komponenten auf Grund unterschiedlicher Fließ- oder Wanderungsgeschwindigkeit aufgeteilt und identifiziert werden können (Gas-, Hochdruck-Flüssigkeits-Chromatographie u. ähnl., Trennung mittels Adsorption und Desorption sowie unterschiedlicher Retentionszeiten der Einzelkomponenten).
Es handelt sich hier also um hochpräzise Mikroverfahren zur Stofftrennung (im Vergleich zu den klassischen Makro-Stofftrennverfahren der Destillation, Sublimation, Extraktion, Umkristallisation, Umfällung und Filtration).
Wichtige Analysegeräte zur Chromatographie sind Gaschromatographen (GC, oft zur Bestimmung von Peakflächen und Retentionsfaktoren bzw. -zeiten von bestimmten Substanzen), HPLC-Geräte (zur Hochleistungsflüssigkeitschromatographie), Ionenchromatographen (zur Ionenchromatographie/Elektrophorese IC/EP) sowie Elektrophoreseapparaturen zur Gelelektrophorese, speziell 2D-Gelelektrophoresen und IEF-Gelelektrophoresen (IEF=Isoelektrische Fokussierung).

### Elektroanalytische und weitere instrumentelle Analysemethoden

Schematische Darstellung einer Potentiometrie

Ferner existieren elektroanalytische und auch weitere physikalische Methoden und Geräte, bei denen die Probe z. B. elektrisch aufgeladen, dem elektrischen Strom ausgesetzt (Elektrolyse, Potentiometrie oder Konduktometrie u. ähnl.) oder in Molekülbruchstücke (Fragmente) zertrümmert und aufgetrennt wird (Massenspektrometrie MS).
Die neun bedeutsamsten Verfahren dieser Gruppe sind:
- Elektrogravimetrie zur Konzentrationsbestimmung über die abgeschiedene Elektrolytmasse
- Potentiometrie (Voltametrie) zur Messung des elektrochemischen Potenzials bzw. der Spannung
- Polarographie/Voltammetrie Aufzeichnung von Strom-Spannungs-Kurven zur quantitativen und qualitativen Analyse
- Amperometrie Registrierung des Elektrolysestroms bei konstantem Potential
- Coulometrie Registrierung der elektrischen Ladung, die bei einer Elektrolyse übertragen wird
- Konduktometrie, z. B. als automatisierte Leitfähigkeitstitration
- Osmometrie zur Messung des osmotischen Druckes
- Viskosimeter zur Messung der Viskosität
- Massenspektrometrie zur Ermittlung der molaren Masse eines Moleküls bzw. seiner Schlüsselbruchstücke

Nasschemische bzw. klassische Analysemethoden wie die Volumetrie (Maßanalyse) und Gravimetrie (Fällungsanalyse) werden nur dann zu den instrumentellen Analysemethoden gerechnet, wenn elektronische Messinstrumente dabei eingesetzt werden. Bei der Maßanalyse wäre das die instrumentelle Indikation des Äquivalenzpunktes beispielsweise mittels Potentiometrie oder Konduktometrie. Eine instrumentelle Variante der Gravimetrie ist die Thermogravimetrie.

### Gekoppelte Methoden
In jüngerer Zeit hat die direkte Kopplung unterschiedlicher Analysemethoden stark an Bedeutung gewonnen. Ein klassisches Beispiel ist die sog. GC-MS, bei der ein Massenspektrometer (MS) mit einem Gaschromatographen (GC) verbunden ist (GC-MS). Durch den Chromatographen wird eine Auftrennung eines oft komplexen Substanzgemischs erzielt, während das mit dem Gasfluss des Chromatographen kontinuierlich gespeiste Massenspektrometer eine Identifizierung der einzelnen Probenkomponenten ermöglicht.
Ähnliche Kombinationen sind Kopplungen der High Performance Liquid Chromatography (HPLC) und Massenspektrometrie oder von HPLC und NMR.

### Industrie für Analysentechnik
Der Weltmarkt für Analysentechnik und Laborgeräte belief sich 2013 auf rund 45 Mrd. USD.
Die 330 deutschen Hersteller erwirtschafteten mit ihren fast 40.000 Beschäftigten im gleichen Jahr einen Umsatz von 6,7 Mrd. €. Der Inlandsumsatz betrug 3,1 Mrd. €, der Auslandsumsatz 3,6 Mrd. €. Dementsprechend lag die Exportquote bei 54 %.
Die wichtigsten Abnehmerbranchen der deutschen Hersteller sind derzeit die Industrie, die Öffentliche Hand sowie die Bereiche Pharma und Chemie. Etwa 85 Prozent des Inlandsumsatzes werden in diesen Märkten erwirtschaftet. Daneben gibt es aber noch zahlreiche weitere Sektoren und Nischen, in denen sich die Firmen erfolgreich behaupten. Beispiele dafür sind etwa die Bereiche Biotechnologie und Food.
Zu den wichtigsten Zielländern der deutschen Ausfuhren von Analysen- und Labortechnik zählen die USA, China, Frankreich, das Vereinigte Königreich, Italien, die Russische Föderation, die Republik Korea, Japan, die Niederlande und die Schweiz.